# Bo ja mam teścia
Bo ja mam teścia – album zespołu Bayer Full, który ukazał się w lipcu 2015 roku. Autorem muzyki do tytułowej piosenki jest Ryszard Poznakowski. Płyta promowana była teledyskami, które grupa nagrała w Chinach.

## Lista utworów
1. „Bo ja mam teścia” (muz. Ryszard Poznakowski; sł. Grażyna Orlińska) – 4:06
2. „Już przemija noc” (muz. Paweł Opasiński, Roman Matuszewski; sł. Paweł Opasiński, Roman Matuszewski, Sławomir Świerzyński) – 3:39
3. „Do widzenia” (muz. Andrzej Marcysiak, Sławomir Świerzyński; sł. Katarzyna Pawłowska, Sławomir Świerzyński) – 3:49
4. „Powiedz mi, czego chcesz” (muz. sł. trad. oprac. S. Świerzyński w 1984 r.) – 3:27
5. „Miłość pod jemiołą” (muz. sł. P. Sadowski) – 2:39
6. „Moja wina” (muz. trad; sł. Sławomir Świerzyński) – 2:32
7. „Toast urodzinowy” (muz. sł. trad.) – 3:58
8. „Bawmy się” (muz. sł. A.W. Wojciechowscy) – 2:47
9. „Dziewczyna ze smażalni ryb” (muz. M. Jurecki, S. Świerzyński, sł. K. Logan Tomaszewski) – 3:30
10. „Taniec” (muz. sł. Zbigniew Jóźwik) – 3:09
11. „Babie nie dogodzisz” (muz. J.Bańkowski, sł. Eva Basta, Sławomir Świerzyński) – 2:57
12. Ach ty Cyganko (muz. sł. trad) – 2:57
13. Idź na dno (muz. S. Świerzyński, sł. M. Kisielewicz) – 3:09
14. Polskie serce (muz.trad. sł. S.Świerzyński) – 3:14
15. Nie umiem dziękować Ci Panie (muz. sł. trad., oprac. S. Świerzyński) – 3:37

## Skład
- Sławomir Świerzyński
- Beata Jasińska
- Roman Matuszewski
- Nikola Dutkiewicz
- Sebastian Świerzyński
- Damian Świerzyński